# Thomas Herring
Thomas Herring (Walsoken, 1693 – Croydon, 23 marzo 1757) è stato un arcivescovo anglicano inglese.

## Biografia
Thomas Herring nacque a Walsoken, figlio del rettore John Herring e della moglie Martha Potts. Dopo aver conseguito la laurea triennale (1714) e magistrale (1717) al Jesus College dell'Università di Cambridge, ottenne il titolo di Doctor of Divinity al Corpus Christi nel 1728.
L'intima amicizia con Philip Yorke, I conte di Hardwicke gli spianò la carriera eclesiastica: nel 1727 divenne cappellano di Giorgio II, nel 1732 fu nominato decano di Rochester e nel 1738 fu consacrato vescovo di Bangor.
Elevato ad arcivescovo di York nel 1743, ottenne popolarità grazie ai suoi sermoni patriottici nel periodo dell'insurrezione giacobita del 1745. Oppositore dei francesi e politicamente schierato con i Whig, Herring fu consacrato arcivescovo di Canterbury nel 1747 e si trovò spesso in contrasto con Thomas Pelham-Holles, I duca di Newcastle-upon-Tyne.